# دیوید داگلاس
دیوید داگلاس (انگلیسی: David Douglas؛ زادهٔ ۱۶ مارس ۱۹۴۷) قایقران روئینگ اهل استرالیا است.
وی در مسابقات کشوری و بین‌المللی در مجموع برندهٔ ۱ مدال نقره شده‌است.